# Sanitarium (gra komputerowa)
Sanitarium – komputerowa gra przygodowa stworzona przez DreamForge Intertainment i wydana przez ASC Games w 1998 roku. Gra jest utrzymana w konwencji horroru. Główny bohater gry, Max, doznaje amnezji w wyniku wypadku samochodowego i trafia do niezwykłego szpitala psychiatrycznego. Tam, przechodząc przez kolejne lokacje, stara się poznać swoją tożsamość.

## Rozgrywka
Sanitarium podzielone jest na rozdziały różniące się między sobą atmosferą i stylem rozgrywki (przykładowo w pierwszym rozdziale bohater przebywa w szpitalu, w kolejnym przenosi się do wioski, w której przebywają same dzieci). W celu ukończenia każdego z rozdziałów gracz musi rozwiązać szereg zagadek.

## Odbiór gry
Tytuł spotkał się w większości z pozytywnymi reakcjami recenzentów, uzyskując według serwisu GameRankings średnią ocen wynoszącą 83,22%. Recenzent serwisu IGN, Jason Bates, przyznał Sanitarium ocenę 7/10. Pochwalił atmosferę grozy w grze oraz ciekawą fabułę, natomiast skrytykował zbyt łatwe zagadki oraz niewygodne sterowanie.